# El hijo de la africana
El hijo de la africana - Reflexiones de un catalán libre de nacionalismo, es un libro del dramaturgo, director de escena y articulista Pau Guix editado en 2017.

## Objetivos
Se trata de una antología de sus artículos publicados en medios digitales tales como Crónica Global, Economía Digital, El Catalán y katoikos.eu entre los años 2014 y 2017, en ellos el autor expone su punto de vista con respecto al nacionalismo e independentismo catalán. Su principal argumento en contra de éstos es que considera que tienen una naturaleza supremacista y, por lo tanto, su objetivo es desmontar las bases intelectuales que blanquean y justifican estos movimientos haciéndoles parecer nobles y progresistas.
Pau Guix declaró haber escogido este título para el libro para denunciar la discriminación que sufrió en su infancia al ser llamado despectivamente "el hijo de la africana" en su ciudad natal, Vich, debido a que su madre era natural del sur de España.

## Presentación y colaboraciones
El libro se presentó el 5 de abril de 2018 en la sede de Sociedad Civil Catalana con presencia, además del autor, de José Rosiñol, Josep Ramon Bosch, Sergio Fidalgo y Juan Arza.
El libro tiene un prólogo escrito por Antonio Robles, Augusto Ferrer-Dalmau, Dolça Catalunya, Dolores Agenjo, Félix Ovejero, Joan Ferran, José Rosiñol, Josep Ramon Bosch, Juan Arza, Manel Manchón, Miquel Escudero, Miquel Porta Perales, Miriam Tey, Pablo Planas, Ramón de España, Sergio Fidalgo, Sergio Sanz y Teresa Freixes. Asimismo la imagen de la cubierta es una ilustración cedida por el pintor Augusto Ferrer-Dalmau.